# Cneu Cecílio Simplex
Cneu Cecílio Simplex (em latim: Gnaeus Caecilius Simplex; m. 21 de dezembro de 69) foi um senador romano nomeado cônsul sufecto para o período de novembro e dezembro de 69 com Caio Quíncio Ático.

## Carreira
Simplex foi governador da Sardenha em 68 e 69. Durante o ano de 69, Simplex tentou o consulado no lugar de Aulo Mário Celso comprando a vaga. O imperador Vitélio recusou sua proposta e, mais tarde, o nomeou sufecto sem que Simplex tivesse que comprar a vaga. Sob a liderança de Simplex e Ático, Vitélio foi deposto. Sob constante pressão das tropas vitoriosas de Vespasiano, Vitélio tentou abdicar entregando a espada, o símbolo de seu poder, a Simplex, que recusou. Seus seguidores mais fieis urgiram para que ele continuasse.
Em 21 de dezembro de 69, quando Vitélio caiu, Simplex caiu também.